# (1198) Atlantis
Pour les articles homonymes, voir Atlantis.
(1198) Atlantis est un astéroïde de la ceinture principale aréocroiseur découvert le 7 septembre 1931 par l'astronome allemand Karl Reinmuth à l'Observatoire du Königstuhl près de Heidelberg. Sa désignation provisoire était 1931 RA.
Son nom, qu'il tire de l'Atlantide, une île légendaire qui aurait été engloutie par les eaux a été proposé par l'astronome allemand Gustav Stracke.